# 郑斗杓
郑斗杓，江西浮梁人，明朝政治人物。
洪武年间，接替齐福东任嘉定县知县一职。建文元年（1399年）由樊镇接任。